# Carranque
Carranque es un municipio y localidad española de la provincia de Toledo, en la comunidad autónoma de Castilla-La Mancha. Es limítrofe con Serranillos del Valle (Madrid).

## Toponimia
El término Carranque deriva del prefijo prerromano kar-, ker-, que significa 'piedra', más el sufijo, igualmente prerromano, anke, que se refiere a un lugar de piedras. Antiguamente se llamó Carranque de Suso, para distinguirlo de otro poblado que hubo cerca llamado Carranque de Yuso. Suso y yuso son términos en desuso que significan arriba y abajo, respectivamente.

## Geografía
El municipio se encuentra situado en la comarca de La Sagra y linda con los términos municipales de Batres, Serranillos del Valle  y Cubas de la Sagra en la provincia de Madrid, y Ugena, Illescas, y El Viso de San Juan en la de Toledo.
Dista 40 km de Toledo y 35 km de Madrid. Su término municipal se encuentra bañado por el río Guadarrama, siendo varios los arroyos que desembocan en él.

## Historia
La zona fue habitada en época romana y tardorromana, destacando el Palatium construido en el siglo V, que en época visigoda sería convertido en iglesia. También se han encontrado restos de presencia musulmana.
En 1085 Alfonso VI conquista la zona y comenzaría la repoblación, primero en Carranque de Yuso para trasladarse más tarde, por razones de salubridad, a otra zona más elevada, Carranque de Suso.
Perteneció a la Orden del Temple para pasar después a la Orden de San Juan, cuando en 1140 Alfonso VII les concede el Castillo de Olmos.
En 1509 se forma una concordia sobre dehesas y pastos entre los concejos de El Viso, Carranque y Palomeque y el comendador Iñigo López de Ayala. En la segunda mitad del XVI la población dependía administrativamente de El Viso.

## Demografía
Cuenta con una población de 5418 habitantes (INE 2024).

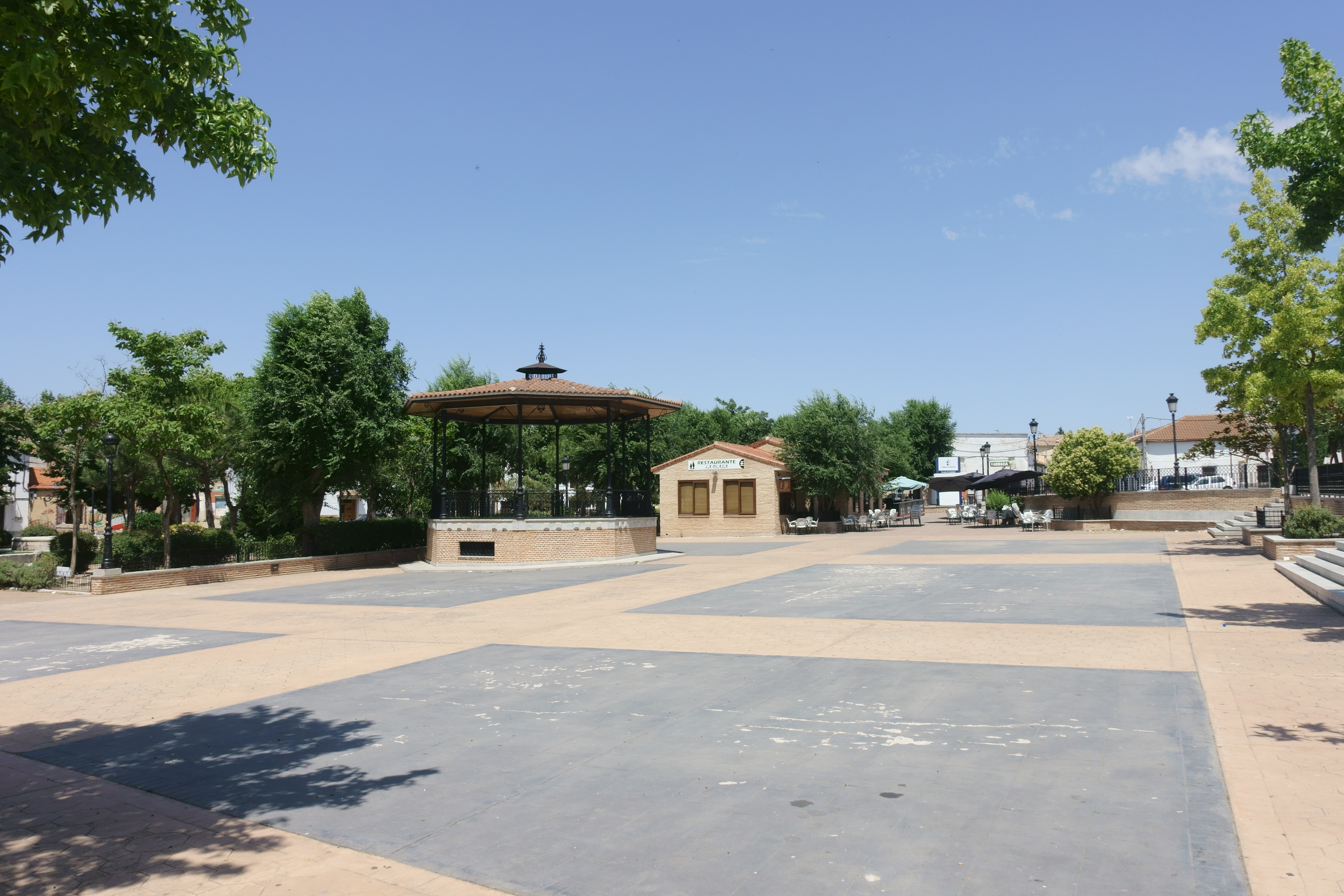
Plaza Eras

| Gráfica de evolución demográfica de Carranque entre 1842 y 2021                                                       |
| |
| Población de derecho según los censos de población del INE. Población de hecho según los censos de población del INE. |

## Símbolos
Escudo partido: 1.º, de gules, la cruz de San Juan o de Malta, de plata; 2.º, de plata, carrasca arrancada de sinople; 3.º, de sinople, dos espigas de trigo, de oro, puestas en aspa. Al timbre, corona real cerrada.

## Administración
| Periodo   | Nombre                                                         | Partido                               |
| --------- | -------------------------------------------------------------- | ------------------------------------- |

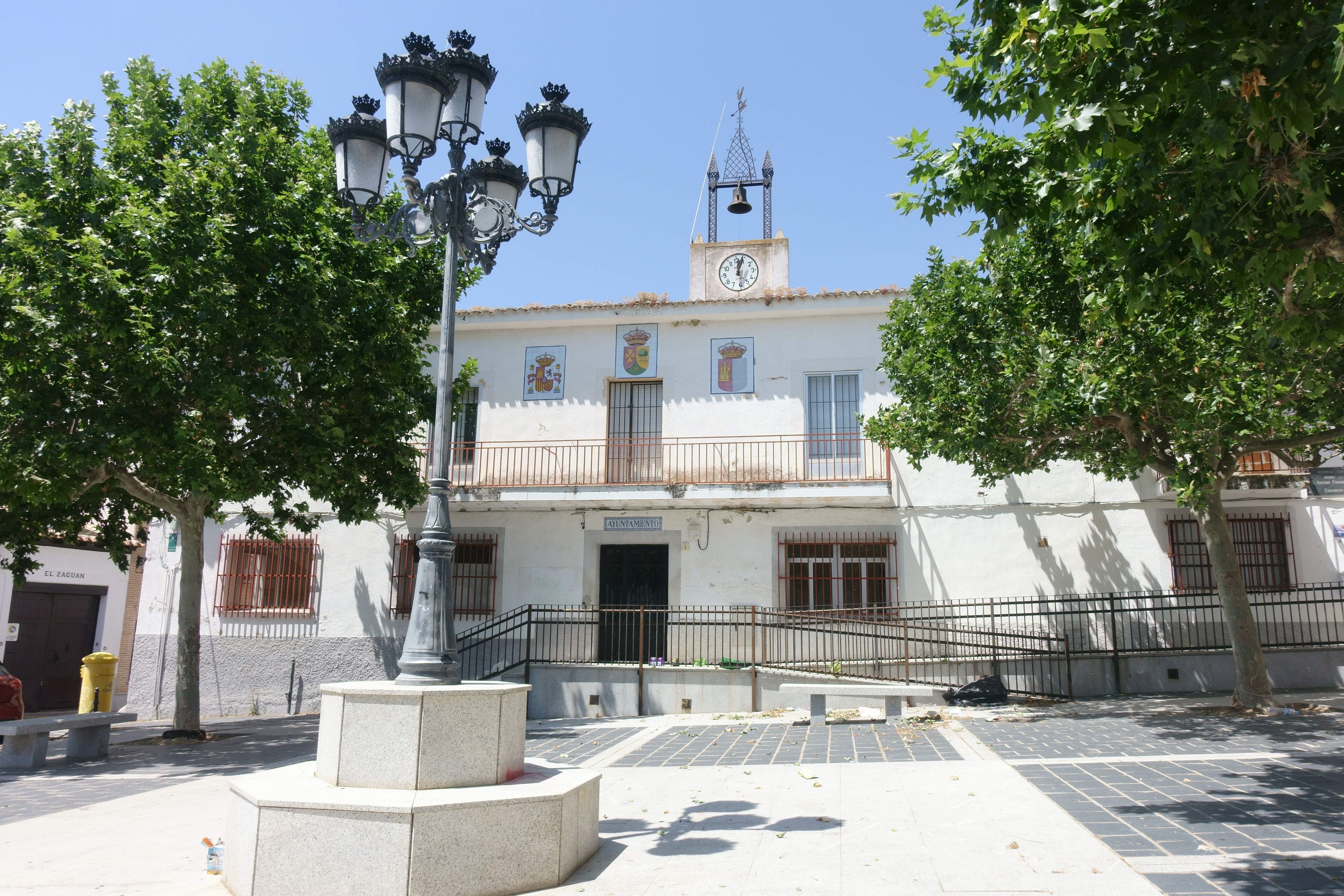
Antigua casa consistorial

| 1979-1983 | Germán Antonio Fernández Garrido                               | UCD                                   |
| 1983-1987 | Jesús Agustín Terrón Cantón                                    | CDS                                   |
| 1987-1991 | Jesús Agustín Terrón Cantón                                    | Independiente                         |
| 1991-1995 | Jesús Agustín Terrón Cantón (17/12/1991) Gonzalo Garrido Nieto | PP                                    |
| 1995-1999 | Alejandro Pompa de Mingo                                       | PSOE                                  |
| 1999-2003 | Alejandro Pompa de Mingo                                       | PSOE                                  |
| 2003-2007 | Alejandro Pompa de Mingo                                       | PSOE                                  |
| 2007-2011 | Alejandro Pompa de Mingo                                       | PSOE                                  |
| 2011-2015 | Marco Antonio Caballero Rodríguez                              | PP                                    |
| 2015-2019 | Javier Martín Manglano                                         | Vecinos por Carranque/PSOE/Ciudadanos |
| 2019-2023 | Amelia María Guzmán (29/09/2020) Mario Sánchez                 | PP PSOE                               |

## Educación
Carranque cuenta con dos colegios de educación infantil y primaria, el CEIP Guadarrama y el CEIP Villa de Materno. Además cuenta con un instituto de educación secundaria, el IES Libertad, que imparte los estudios completos de Educación Secundaria Obligatoria y de Bachillerato (en el ámbito científico-técnico y en ciencias sociales y humanidades). 

## Cultura

### Patrimonio

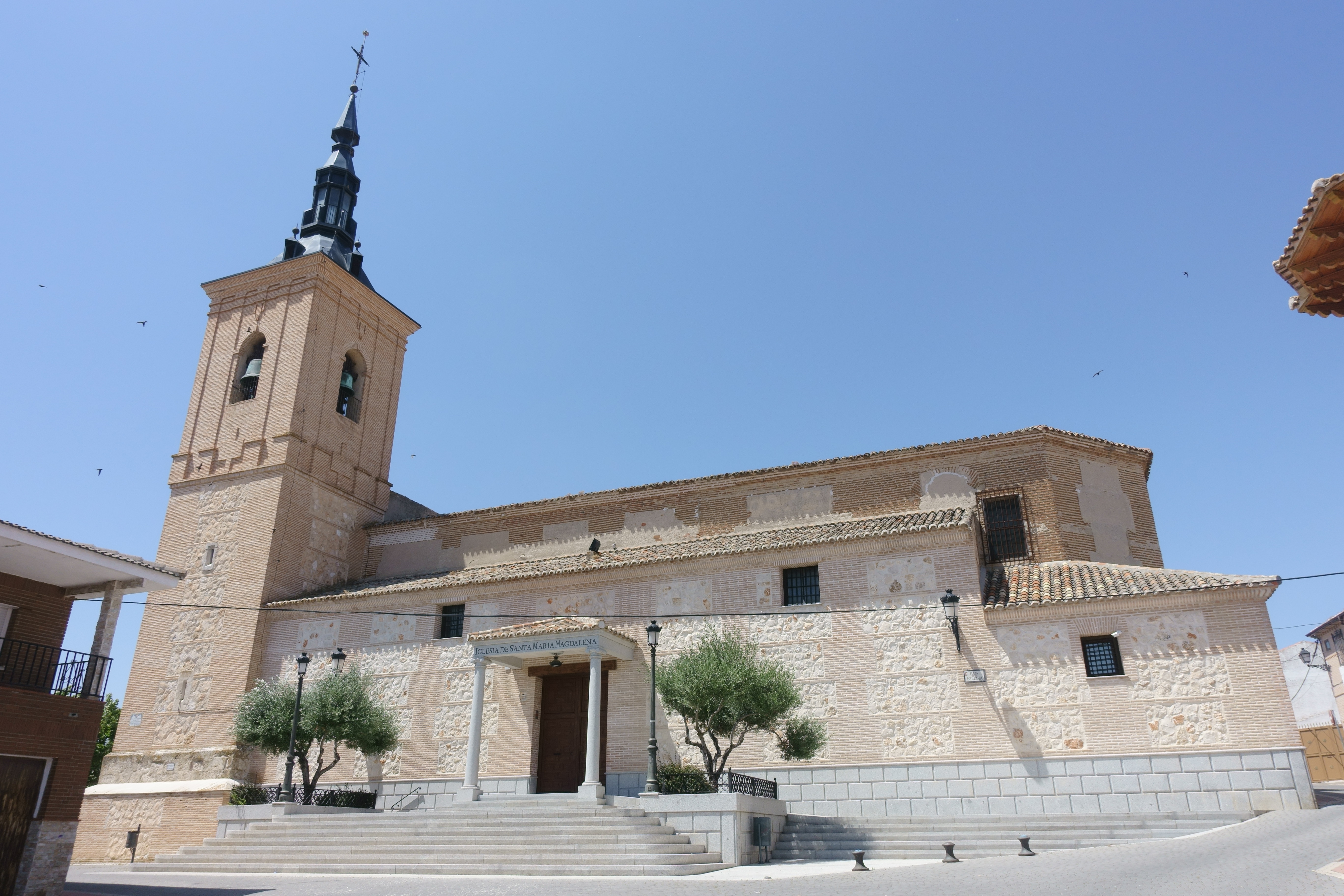
Iglesia de Santa María Magdalena

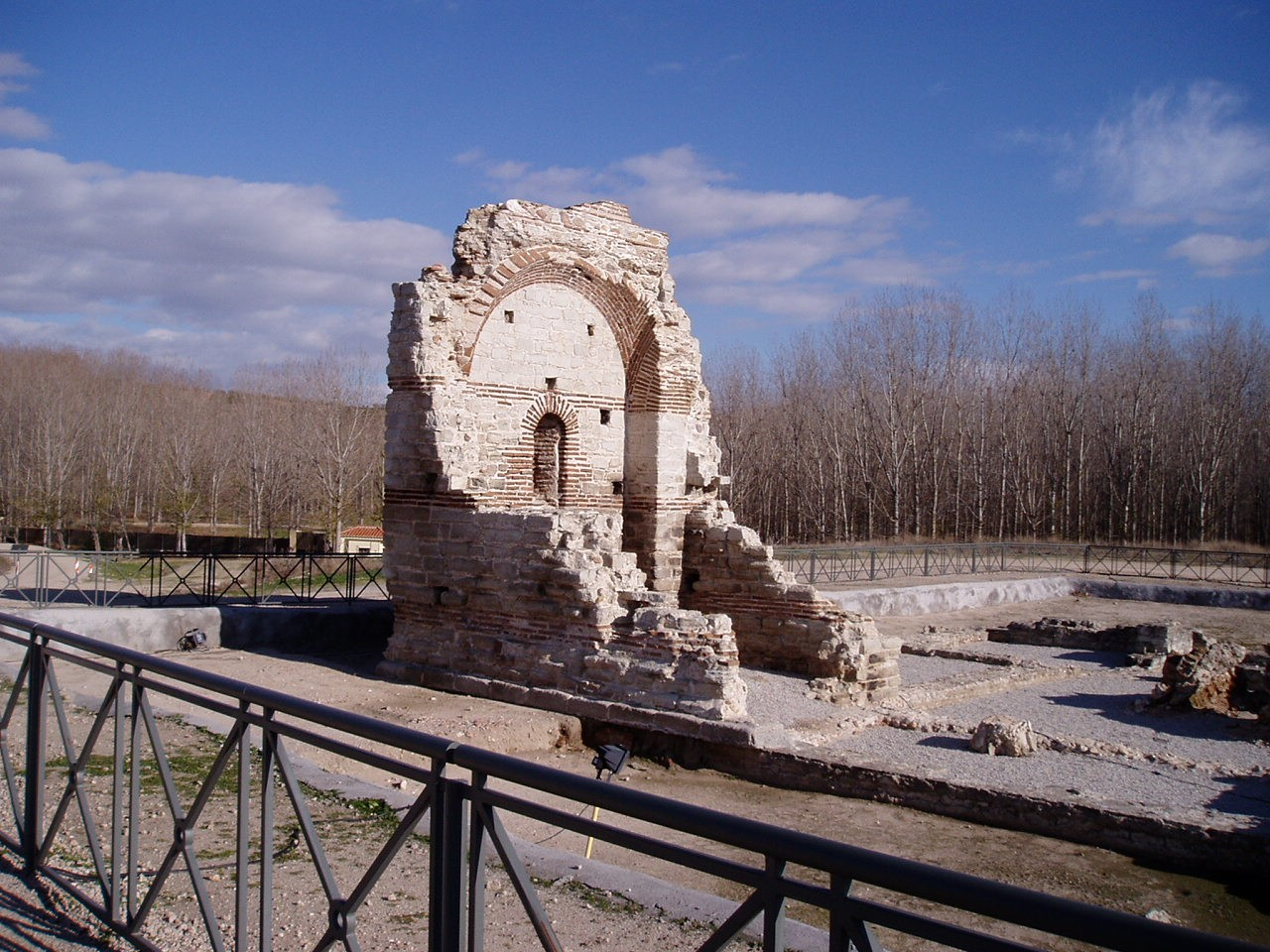
Ruinas de la villa romana de Carranque

A destacar la ermita de San Dimas, la iglesia de Santa María Magdalena y la villa romana de Carranque.

### Fiestas
- 5 de enero: representación del belén viviente.
- Fin de semana más próximo al 13 de junio: San Antonio de Padua.
- 16 de julio: Virgen del Carmen.
- 22 de julio: Santa María Magdalena.
- Primer viernes de septiembre: Santísimo Cristo de la Fe.